# Železniční trať Mittelherwigsdorf–Varnsdorf–Eibau
Železniční trať Mittelherwigsdorf–Varnsdorf–Eibau (v němčině zvaná též Mandaubahn) je regionální dráha v Sasku a Česku. Trať byla vybudována jako součást Jiholužické dráhy (Süd-Lausitzer Bahn) a vede z Mittelherwigsdorfu přes český Varnsdorf do Eibau. Provozovateli dráhy jsou DB Netz, Správa železnic a Deutsche Regionaleisenbahn (DRE) v tomto pořadí. Hranici provozovatelů drah tvoří státní hranice, úsek provozovaný DRE pak končí před stanicí Eibau.

## Historie
Železniční trať odbočující v Mittelherwisdorfu z tehdy již zestátněné tratě Zittau–Löbau vybudovaly Královské Saské státní dráhy. 2. ledna 1868 dorazila trať do Großschönau a 15. srpna 1871 do Varnsdorfu na území Čech v rámci rakouské monarchie.
Z Eibau, které leží na trati Zittau–Bischofswerda, byla 1. listopadu 1874 otevřena trať do Seifhennersdorfu. Dokončení tratě se opozdilo kvůli složitému výkupu půdy na rakouském území, takže úsek Seifhennersdorf–Varnsdorf byl otevřen až 6. září 1876.
Trať byla původně postavena jako hlavní (Hauptbahn), 1. července 1924 byla změněna na vedlejší (Nebenbahn).

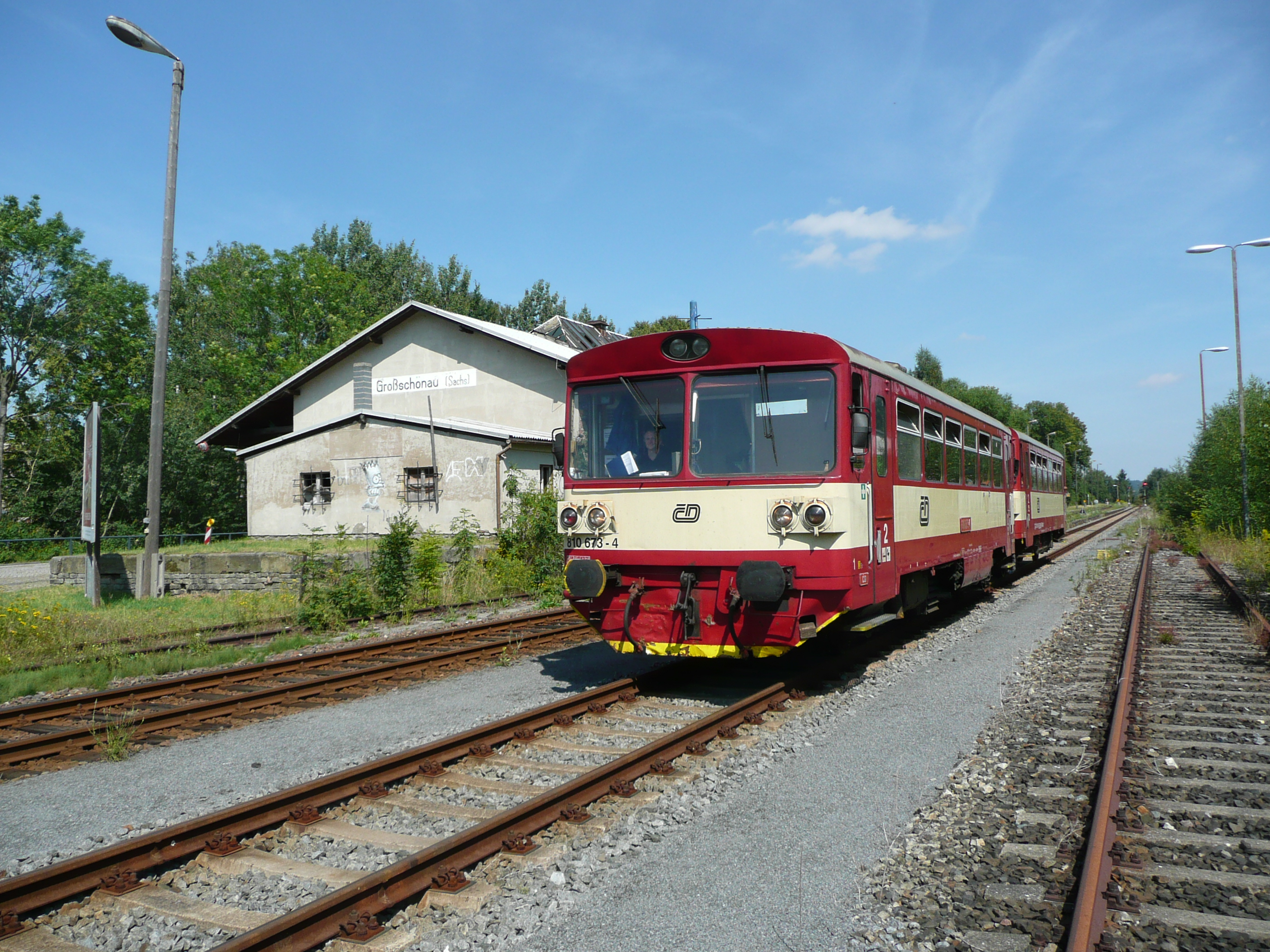
Peážní vlak Českých drah v Großschönau (2009)

Od otevření fungoval na trati peážní provoz německých vlaků – ve Varnsdorfu probíhala hraniční kontrola pouze vystupujících cestujících.
Po druhé světové válce byl 4. srpna 1945 obnoven pravidelný provoz mezi Mittelherwigsdorfem a Eibau. Přes Varnsdorf, kde nebyl povolen výstup a nástup cestujících, jezdily vozy zamčené. 11. ledna 1946 československé úřady uzavřely průjezd, takže vlaky poté končily v Großschönau a Seifhennersdorfu.
Od roku 1951 byly opět zavedeny německé peážní vlaky přes československé území, ale ve Varnsdorfu nezastavovaly. Po trati zároveň jezdily peážně vlaky ČSD z Liberce do Varnsdorfu, které zastavovaly v Žitavě. Od 1. června 2006 byla doprava německých a českých vlaků na základě dohody sloučena.
K 31. prosinci 1994 zastavily Deutsche Bahn (DB) nákladní dopravu mezi Eibau a Seifhennersdorfem. V letech 2002 až 2010 provozovala dopravu Sächsisch-Böhmische Eisenbahngesellschaft (Sasko-česká železniční společnost SBE) na základě objednávky dopravního spolku ZVON (Zweckverband Verkehrsverbund Oberlausitz-Niederschlesien). Poté, co v roce 2005 ZVON přestal platit osobní vlaky na úseku Seifhennersdorf–Eibau, provozovala SBE několik vlaků na vlastní riziko. Od prosince 2006 je doprava mezi Seifhennersdorfem a Eibau zastavena.
V roce 2010 pronajala společnost DB Netz přibližně devítikilometrový úsek od hraničního bodu v Seifhennersdorfu před Eibau  provozovateli Deutsche Regionalisenbahn (DRE). Na tomto úseku se nachází 10 železničních mostů a 15 přejezdů. Vzhledem k tomu, že DB Netz před předáním zrušila přejezdové zabezpečovací zařízení na přejezdu přes ulici Nordstrasse před stanicí Seifhennersdorf, DRE postavila před železničním přejezdem provizorní nástupiště, ke kterému přijíždely vlaky od Varnsdorfu. Provizorní nástupiště existovalo od prosince 2010. Do původní stanice Seifhennersdorf již vlaky nezajížděly.

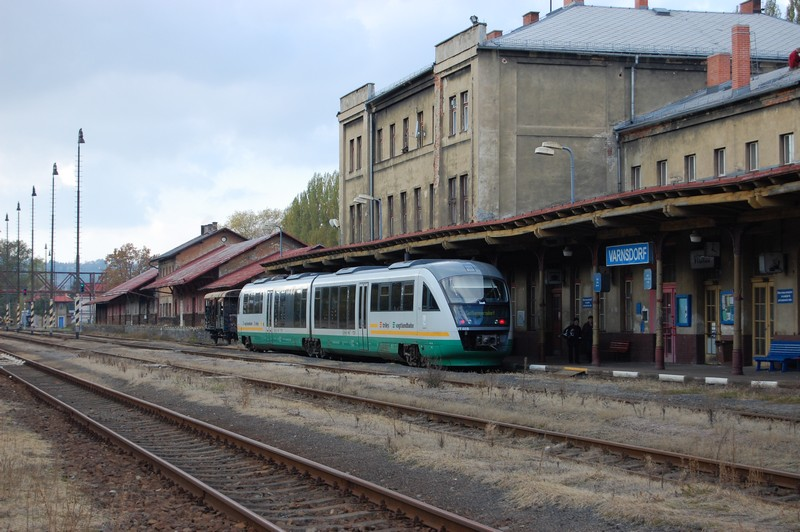
Vlak Trilex ve stanici Varnsdorf (2011)

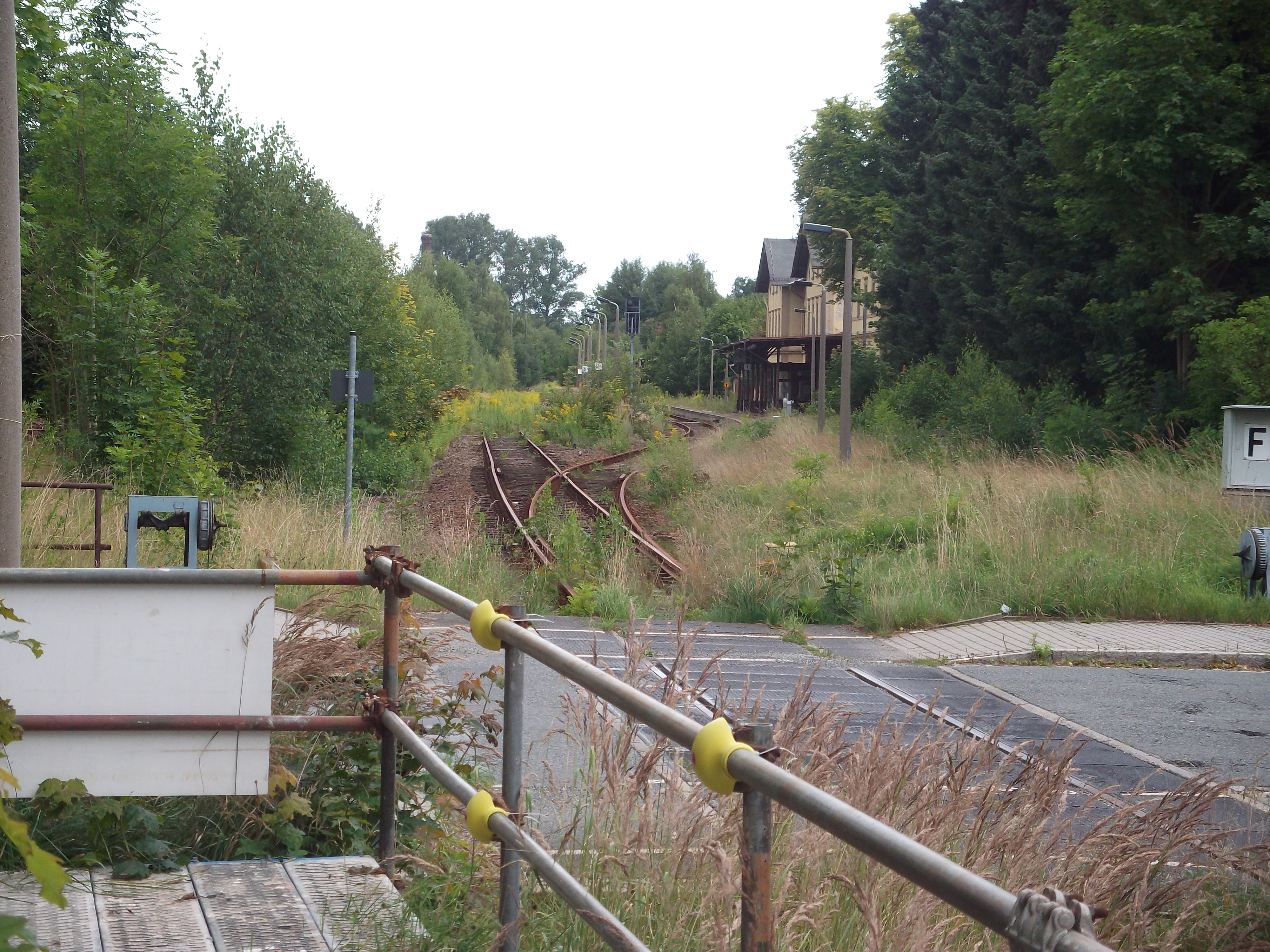
Do stanice Seifenersdorf se nezajíždělo kvůli absenci přejezdového zabezpečovacího zařízení na přejezdu přes Nordstraße; v popředí dočasné nástupiště, které byla zrušeno v listopadu 2019. (2011)

Od 12. prosince 2010 provozovala vlaky na trase Liberec–Zittau–Varnsdorf–Seifhennersdorf společnost Die Länderbahn (dříve Vogtlandbahn). Doprava jim byla přidělena v únoru 2009 tendrem, který poprvé provedly tři německé orgány veřejné dopravy společně s českými kraji Libereckým a Ústeckým. Na této trati jezdily vlaky v úseku Mittelherwigsdorf–Varnsdorf každou hodinu a mezi Varnsdorfem a Seifhennersdorfem každé 2 hodiny. Nasazovány jsou motorové vozy typu Stadler Regio Shuttle a Siemens Desiro, na vlaku jezdí dvojjazyční průvodčí.[zdroj?]
V rámci projektu „Lubahn“ byly do října 2014 vytvořeny atraktivnější dopravní podmínky na železniční trati Seifhennersdorf–Varnsdorf–Großschönau–Zittau–Liberec. Kromě výstavby zastávek Varnsdorf staré nádraží a Varnsdorf-pivovar Kocour byla modernizována zastávka Mittelherwigsdorf a nástupiště 5 libereckého nádraží. Projekt, jehož název je tvořen českým slovem „Lužice“ a německým slovem „Bahn“ (dráha), byl financován ZVONem, Správou železniční dopravní cesty (SŽDC), Libereckým kraj a Evropskou unií. Pouze na novou zastávku Varnsdorf staré nádraží bylo vynaloženo přibližně 300 000 Kč z Evropského rozvojového programu Ziel 3 / Cíl 3. Nová zastávka byla otevřena 18. října 2013. Zastávka Varnsdorf-pivovar Kocour, kterou zaplatil pivovar, byla uvedena do provozu 19. prosince 2013, slavnostní otevření se konalo 24. ledna 2014. Díky novým zastávkám se očekával nárůst počtu cestujících.[zdroj?]
Vzhledem k nízké poptávce a snížení dotací ZVON na začátku roku 2013 zvažoval dopravy v úseku Varnsdorf–Seifhennersdorf. Na své valné hromadě 17. června 2013 však ZVON pověřil Vogtlandbahn provozováním trasy pro jízdní řád 2013/2014. Pro objednávku v následujícím jízdním řádu stanovil jako předpoklad, že se zvýší poptávka například tím, že město Seiffenersdorf přesune školní dopravu na dráhu, a že bude nalezeno trvalé řešení provizorního nástupiště v Seiffenersdorfu. Analogicky k předchozím rokům zůstala i v roce 2015 doprava celoročně v hodinovém taktu v úseku Mittelherwigsdorf–Varnsdorf a dvojhodinovém v úseku Varnsdorf–Seifennersdorf.
Na jaře 2014 navrhla DRE nepoužívaný přibližně šest kilometrů dlouhý úsek od traťového kilometru 16,346 po změnu provozovatele dráhy v kilometru 22,600 poblíž Eibau k převzetí jinému provozovateli infrastruktury. Podle vyjádření DRE již nebylo možno ekonomicky provozovat tento úsek tratě, protože průběžné roční náklady na údržbu ve výši 32 000 eur nebyly kompenzovány žádným příjmem. K tomu by navíc v následujících 5 letech byly potřeba další investiční náklady ve výši okolo 5,4 mil. eur, z čehož zhruba polovinu tvoří práce na železničním svršku, 1,7 mil. eur úpravy přejezdů a cca 1 mil. eur úpravy zabezpečovacího zařízení. Vzhledem k tomu, nebyla podána jediná nabídka na převzetí, chtěl DRE trasu rozvíjet s možností prodloužení tratě Rumburk–Sebnitz z Rumburku do Eibau. Mezilehlým cílem DRE bylo obnovení železniční dopravy do Eibau, které bylo dohodnuto s městem Varnsdorf dne 29. září 2014 memorandu.
ZVON se na základě svého usnesení z roku 2014 rozhodl zachovat provoz v úseku Varnsdorf–Seifhennersdorf přinejmenším do prosince 2020. Podle přiloženého posudku by zastavení provozu přineslo jen drobné úspory. Naopak by měla být přijata opatření, která mohou zvýšit poptávku. Provozovatel dráhy DRE byl požádán, aby provedl opatření ke zlepšení infrastruktury. Kromě zajištění nepřetržité traťové rychlosti 50 km/h měla být obnovena také úrovňová křižovatka na severní a jižní silnici v Seifhennersdorfu.
Od 13. března 2015 byl zastaven provoz mezi zastávkou Varnsdorf-pivovar Kocour a Seifhennersdorfem, vlaky byly nahrazeny náhradní autobusouvou dopravou. Dle provozovatele dráhy DRE byl úsek mimo provoz „z důvodů souvisejících s provozováním přeshraniční dráhy“. Termíny obnovy provozu DRE opakovaně nedodržela a výluka byla několikrát prodloužena.[zdroj?]
Se zavedením dálkově ovládaného elektronického stavědla (ESTW) ve stanici Eibau, provozované DB Netz, měla DRE v úmyslu přerušit trať ve stanici Seifhennersdorf. Tím pádem by ušetřila náklady na přizpůsobení zabezpečovacího zařízení ve výši okolo milionu eur, které nelze pokrýt z poplatků za dopravní cestu. Vzhledem k tomu, že plánované zrušení části tratě by vedlo k poklesu kapacity, musela DRE v únoru 2016 nabídnout nádraží Seifhennersdorf k prodeji třetí straně. Vzhledem k tomu, že do konce nabídkového období 30. června 2016 se nepřihlásil žádný zájemce, a protože se situace v posledních letech nezlepšila, DRE vypsala v říjnu 2017 výběrové řízení na převzetí úseku od hranice provozovatele v Eibau po vjezd do stanice Seifhennersdorf nabídnutého již v roce 2014, a to za stejných podmínek. Dosud[kdy?] není znám žádný výsledek.[zdroj?]
15. listopadu 2019 informovala DRE, že doprava v úseku Varnsdorf státní hranice – Seifhennersdorf byla zastavena, neboť DRE nesplňovala podmínky stanovené tehdejší právní úpravou. Vzhledem k novele obecného zákona o železnicíchjiž v roce 2019 nebyly podmínky tak přísné. DRE poté oznámila, že trať a stanice Seifhennersdorf má být znovu uvedena do provozu se změnou jízdního řádu řádu v prosinci 2020. Provizorní nástupiště jižně přejezdu Nordstrasse bylo již v první polovině listopadu 2019 demontováno.[zdroj?]
V zimě 2020 nechala DRE trať prořezat, v létě pak byly provedeny opravy kolejí. V prosinci bylo instalováno nové zabezpečovací zařízení, které připomíná silniční semafory, ovládáno mělo být strojvedoucím. 12. ledna 2021 proběhla zkušební jízda do Seifhennersdorfu, pravidelný provoz byl obnovem od 11. června 2023.
Od jízdního řádu 2020/2021 jezdily vlaky Trilex z Liberce pouze do Varnsdorfu (a po schválení provozu až do Seiffenersdorfu), na trati do Rybniště jezdily nově vlaky ČD.

## Výhled do budoucna
Ve střednědobém výhledu počítal Ústecký kraj s výstavbou přibližně pět kilometrů dlouhé nové trati mezi Seifhennersdorfem a Rumburkem, která by umožnila průběžné osobní vlaky mezi Libercem, Varnsdorfem a Rumburkem, kde navazují vlaky přes Šluknov a Bad Schandau do Děčína.[zdroj?]
Jako místně odpovědný orgán pro místní osobní železniční dopravu podporuje ZVON relevantní úvahy v Ústeckém kraji, například vypracováním analýzy a zkoumáním různých provozních scénářů. Nová trať se má napojit na stávající trať severně od stanice Seifhennersdorf. ZVON však očekává vysoké investiční náklady a považuje návrh za dlouhodobou úvahu. Podle mediálních informací Ústecký kraj chce trať vést do stanice Rumburk od východu, aby vlaky z Liberce a Seifhennersdorfu mohly bez úvratě pokračovat do cílových stanic jižně a západně od Rumburka. V závislosti na konkrétní trase by bylo nutné postavit trať v délce 4,5 až 5,5 km. Celá myšlenka projektu byla stále ve fázi předběžných studií, takže k roku 2019 nebylo možno udávat výši nákladu ani jejich eventuální zdroje. Projekt předložil tehdejší ministr dopravy České republiky Dan Ťok saskému státnímu ministrovi hospodářství, práce a dopravy Martinu Duligovi v lednu 2019 - avšak nedošlo k uzavření konkrétní dohody. Dulig předložil 14. června 2019 ministru dopravy České republiky Vladimíru Kremlíkovi za saskou stranu studie proveditelnosti projektu a informoval, že odpovídající prostředky by byly poskytnuty z rozpočtu jeho ministerstva.[zdroj?]

## Popis tratě
Na západ od obce Mittelherwigsdorf, odbočuje jednokolojená trať Mittelherwigsdorf–Varnsdorf–Eibau z dvoukolejné trati Zittau–Löbau a stáčí se na západ do údolí Mandavy. Sleduje ji proti proudu po pravém břehu jižně od zástavby Hainewalde a Großschönau. Asi po 9,5 km dosáhne na území České republiky a širokým obloukem na dlouhým asi 4 km prochází centrem města Varnsdorf na jeho jihozápadní straně, přičemž se stáčí severním směrem a za Varnsdorfem opět přechází na území Spolkové republiky Německo a pokračuje do obce Seifhennersdorf stále podél Mandavy, kterou přechází v Seifhennersdorfu po 173 m dlouhém viaduktu. Dále pokračuje údolím potoka Leutendorfer Bach do obce Leutersdorf, kterou míjí na její východní straně, rovněž převážně mimo zástavbu. Mezi Neueibau a Eibau vede trať severním směrem a po zhruba 23 km končí ve stanici Eibau, kde se napojuje na jednokolejnou trať Oberoderwitz–Wilthen. Po celé délce z Mitterherwigsdorfu až do Eibau trať stoupá a překonává něco málo přes 100 výškových metrů.

### Významné body na trati

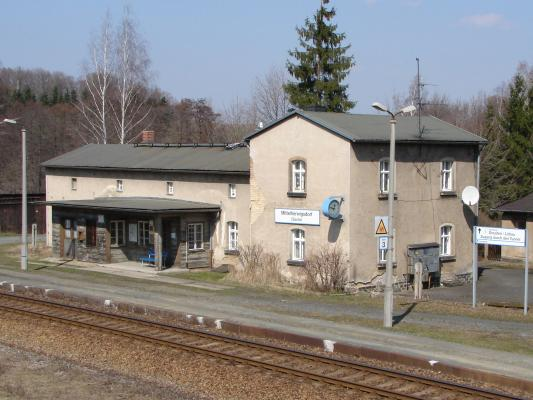
Zastávka Mittelherwigsdorf

Dnešní zastávka Mittelherwigsdorf byla uvedena do provozu 2. ledna 1868 pod názvem Scheibe, přičemž ležela na trati vedoucí ze Žitavy paralelně s tratí Zittau–Löbau, přičemž mezi tratěmi nebyla kolejová spojka. 27. června 1882 byla zastávka změněna na stanici a tratě byly spojeny. 15. května 1927 byla stanice přejmenována na současný název Mitteleherwigsdorf, když byla obec Scheibe do Mittelherwigsdorfu začleněna.
Ve stanici se nachází výpravní a vedlejší budova na nástupištích ve směru na Großschönau, dále nápadnou budovu stavědla přímo mezi rozbočujícími se tratěmi, a několik skladišť. Na obou tratích se nacházejí dvě nástupní hrany, na straně směrem na Grosschönau stála též manipulační kolej se skladištěm.
Se zdvojkolejněním tratě ze Žitavy v roce 1980 byla zrušena manipulační kolej s rampou ve směru na Großschönau. Se zavedením elektronického stavědla v roce 2010 byla stanice změněna na zastávku s odbočkou.
Hainewalde
Zastávka Hainewalde je v provozu již od otevření tratě. Původní budova výpravní budova, strohá typová stavba, byla roku 1912 zbourána a nahrazena novou representativnější. Zvláštností byl dnes již nepoužívaný podchod, který spojoval výpravní budovu s nástupištěm ležícím na protilehlé straně kolejí. V době největšího rozmachu zahrnovalo kolejiště zastávky s nákladištěm kromě jedné dopravní koleje též dvě manipulační, které byly zrušeny roku 1968 po přemístění nakládky do sousedních uzlových stanic, k prvnímu prosinci 1968 byla změněna pouze na zastávku.
Großschönau (Sachs)

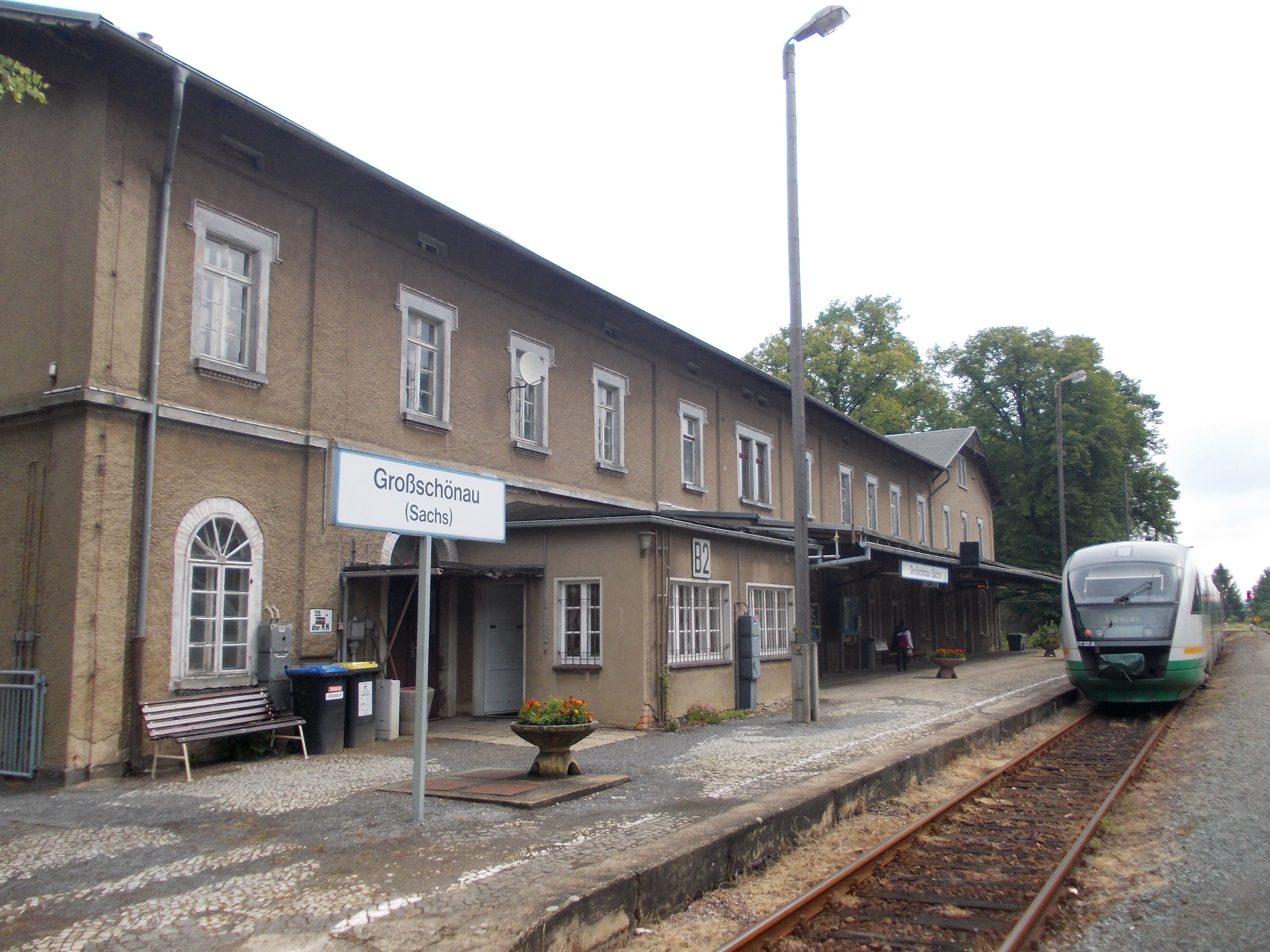
Stanice Großschönau (2014)

Ve stanici Großschönau trať do roku 1872 končila. Od zahájení měla čtyři souvislé koleje a reprezentativní výpravní budovu. V době, kdy zde trať končila, se ve stanici nacházela též malá remíza, která byla později zbořena. V době největšího rozmachu před druhou světovou válkou měla stanice sedm kolejí a 19 výhybek.
Od roku 1946 do roku 1951, kdy po určitou dobu nebyl možný průjezd československým územím, končily všechny vlaky ze Žitavy v Großschönau. Proto bylo možné z této stanice jako reparaci pro Sovětský svaz odvézt jen drobnou část kolejí, protože všechny bylo nutné zachovat pro provoz.
Na konci 70. let bylo v Großschönau instalováno sovětské reléové zabezpečovací zařízení EZMG se světelnými návěstidly typu Hl, které nahradilo předchozí elektromechanické. Původní sovětská návěstidla byla později nahrazena světelnými návěstidly typu WSSB.
Převážně nevyužívanou památkově chráněnou budovu získala v roce 2012 obec Großschönau.
Großschönau bylo v roce 2019 stále stanicí, ale podle jízdního řádu zde probíhalo denně pouze jedno křižování. Stanice již nesloužila nákladní dopravě.
Od října 2017 do prosince 2018 zde proběhla stavba přestupního terminálu mezi autobusem a vlakem. Okolí stanice prošlo rekonstrukcí, stávající autobusové zastávky byly přemístěny blíže k nádraží, dále byla zřízena parkovací místa a rozšířeny přilehlé ulice.
Obec Großschönau chtěla zrekonstruovat výpravní budovu a provozovat v ní klub mládeže. Rekonstrukce měla začít v roce 2020 a být financována spolkovou vládou ze zvláštního programu ochrany památek pro „budovy národního významu“ a též z prostředků Svobodného státu Sasko určených na památkovou péči.
Varnsdorf
Stanice Varnsdorf byla uvedena do provozu 16. ledna 1869 jako koncová stanice odbočky České severní dráhy, vedoucí sem z Rybniště. Původní provizorní výpravní budova byla v roce 1871 nahrazena v rámci vybudování tratě z Großschönau novou dodnes existující budovou. Od začátku ji společně používaly Královské saské státní železnice a Česká severní dráha. Královské saské státní dráhy a jejich právní nástupce Deutsche Reichsbahn měly právo spoluužívat zařízení stanice.
Po uzavření smlouvy o peážním provozu vlaků DR přes Varnsdorf v roce 1951, měly tyto ve Varnsdorfu provozní zastávku, která nesloužila pro nástup a výstup cestujících. Vlaky totiž musely být vypravovány výpravčím, neboť stanice nebyla vybavena odjezdovými návěstidly. Až v roce 1988 instalovaly ČSD odjezdová návěstidla, která umožnila průjezd bez zastavení. Ve směru na Großschönau se nachází skupinové návěstidlo těsně před státní hranicí.
Varnsdorf staré nádraží
Stanice Varnsdorf staré nádraží byla uvedena do provozu v roce 1876 jako stanice Altwarnsdorf, přestože stála na českém území, byla provozována Královskými Saskými státními drahami. Kromě dopravní koleje s nástupištěm měla stanice v době svého největšího rozmachu tři další koleje sloužící nákladní dopravě, z nich se do dneška dochovala jedna. Po roce 1945 již stanice nesloužila osobní dopravě, ČSD ji udržovaly pouze pro nakládku a vykládku. Reprezentativní výpravní budova je dodnes zachována, ale již se nepoužívá pro železniční provoz.
V roce 2013 byla zastávka obnovena pro osobní dopravu a od října poté obsluhována vlaky Trilexu. Od té doby se stanice jmenuje Varnsdorf staré nádraží.
Od srpna do října 2024 probíhal mezi touto stanicí a stanicí Varnsdorf-pivovar Kocour (v km 12,288 – 12,7) sanace zeležničního spodku, včetně odstranění pražcového podloží a opravy geometrické polohy koleje, odvodnění a výměny železničního svršku.
Varnsdorf-pivovar Kocour

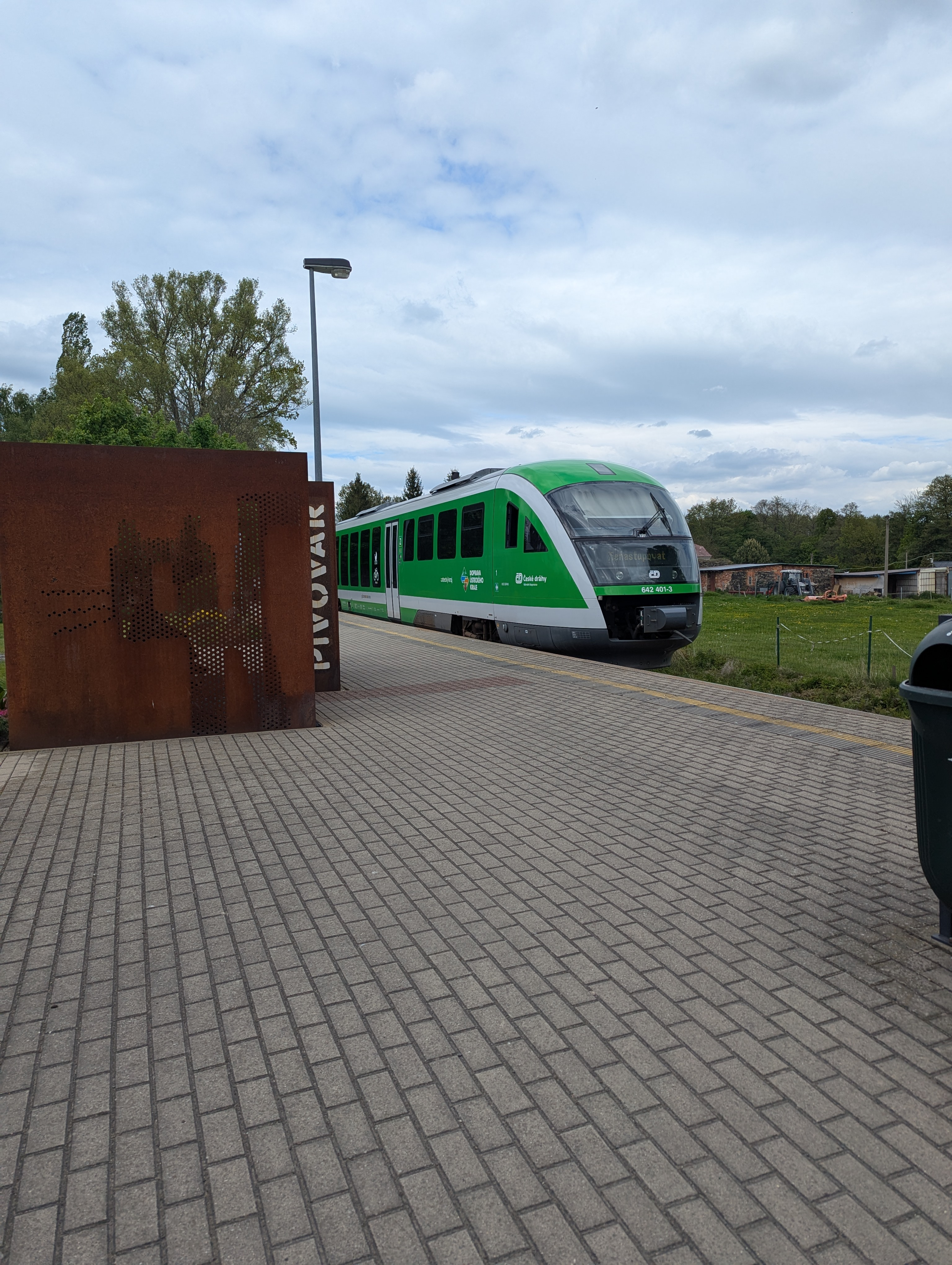
Stanice Varnsdorf-pivovar Kocour s vlakem Českých drah (2025)

Zastávka Varnsdorf-pivovar Kocour byla soukromě financována varnsdorfským pivovarem Kocour, otevřena byla 19. prosince 2013. Na nástupišti se nachází ocelový přístřešek navržený architektonickou kanceláří Domy jinak. Jedná se o první soukromou železniční zastávku v Česku.
Seifhennersdorf
Stanice Seifhennersdorf byla otevřena 1. listopadu 1874 a byla do roku 1876 stanicí koncovou. Z toho důvodu zde po jistou dobu stála remíza s točnou, která byla po dokončení tratě přes české území opět zbourána. Dodnes dochovaná výpravní budova je saská typová stavba, která byla roku 1907 výrazně rozšířena. V době největšího rozmachu před druhou světovou válkou měl Seifhennersdorf osm kolejí s 21 výhybkami, dále ze stanice vycházely tři soukromé vlečky. Po roce 1945 proběhla redukce kolejiště z důvodu reparací pro Sovětský svaz, zrušena byla kolej 4 a několik výhybek. V roce 1980 bylo původní elektromechanické zabezpečovací zařízení nahrazeno reléovým zařízením EZMG se světelnými návěstidly.
Leutersdorf

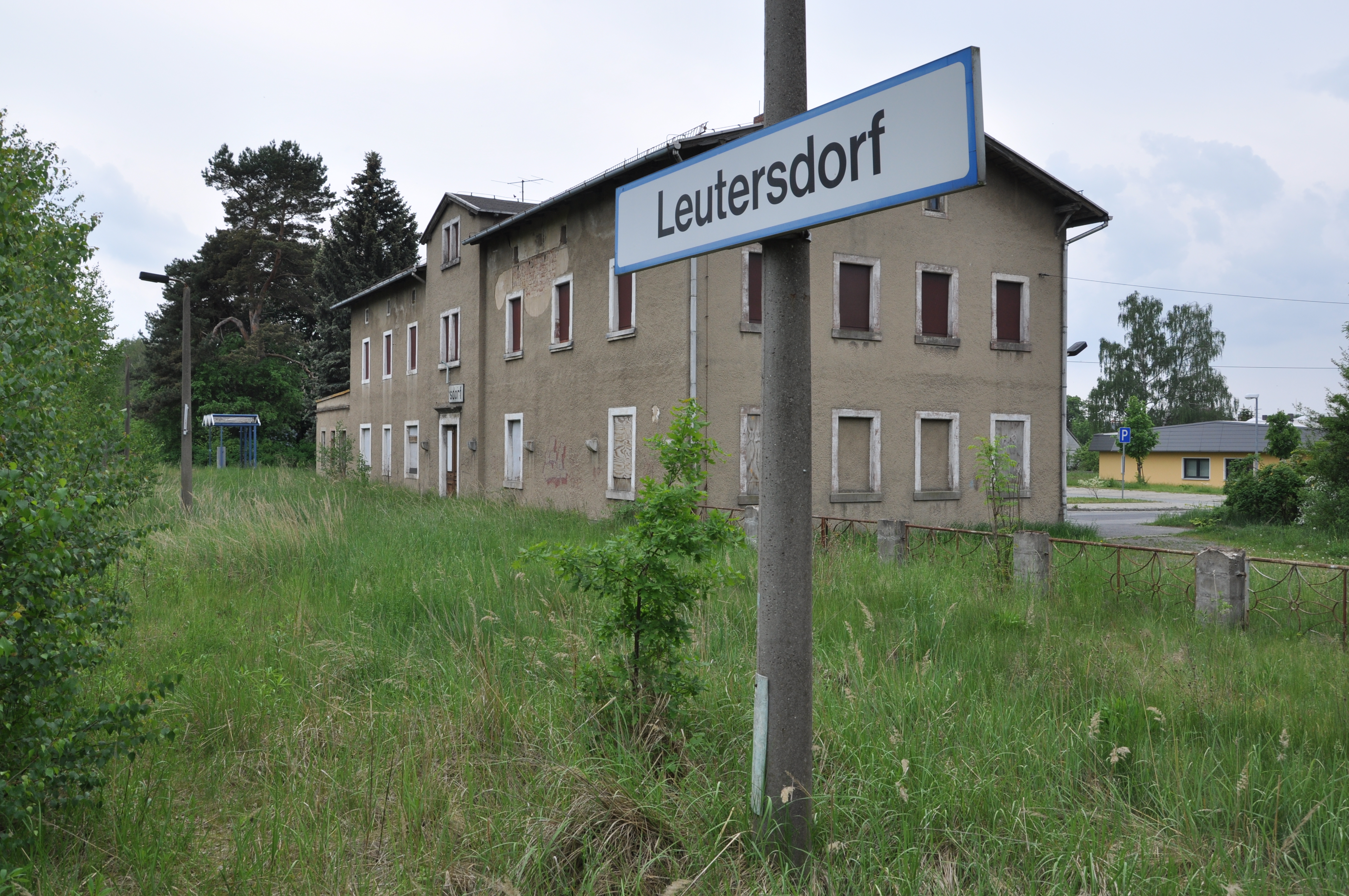
zastávka Leutersdorf (2016)

Dnešní zastávka Leutersdorf byla zřízena v roce 1874 jako zastávka a nákladiště. Roku 1876 byla rozšířena na stanici. Největšího rozmachu dosáhla stanice v roce 1929, kdy měla pět kolejí a 12 výhybek. Výpravní budova je typová stavba a původně se podobala budově v Hainewalde. Roku 1905 byla budova rozšířena do současné podoby.
K první redukci kolejiště došlo krátce po druhé světové válce v rámci reparací pro Sovětský svaz, kdy byly zrušeny koleje 1 a 5. Od té doby sloužila osobní dopravě pouze jedna kolej s nástupištěm. Roku 1959 byla stanice změněna na zastávku a roku 1960 byla ukončena nákladní doprava. Roku 1971 bylo definitivně demontováno kolejiště a Leutersdorf je od té doby jen zastávkou.
Od 10. prosince 2006 je zastávka bez pravidelné osobní dopravy.
Eibau
Stanice Eibau byla uvedena do provozu 1. listopadu 1874 jako zastávka na Jiholužické státní dráze (Bischofswerda–Seifhennersdorf). Se zahájením provozu na trati do Oberoderwitzu dne 15. října 1879 byla rozšířena na odbočnou stanici s pěti kolejemi. Největšího rozsahu dosáhla stanice po zdvojkolejnění tratě z Oberoderwitzu do Ebersbachu v roce 1925, kdy měla 22 výhybek.
Ihned po druhé světové válce bylo kolejiště stanice redukováno, v souvislosti se zrušením druhé koleje v úseku Oberoderwitz–Ebersbach pro reparace do Sovětského svazu. V roce 1988 bylo instalováno nové reléové zabezpečovací zařízení se světelnými návěstidly typu Hl. V roce 2016 byl zrušen zbytek kolejiště a stanice byla změněna na zastávku s odbočkou. S tím bylo spojeno zrušení současného zabezpečovacího zařízení a zapojení odbočky do elektronického stavědla dálkově ovládaného z Bischofswerdy.

## Nasazovaná vozidla

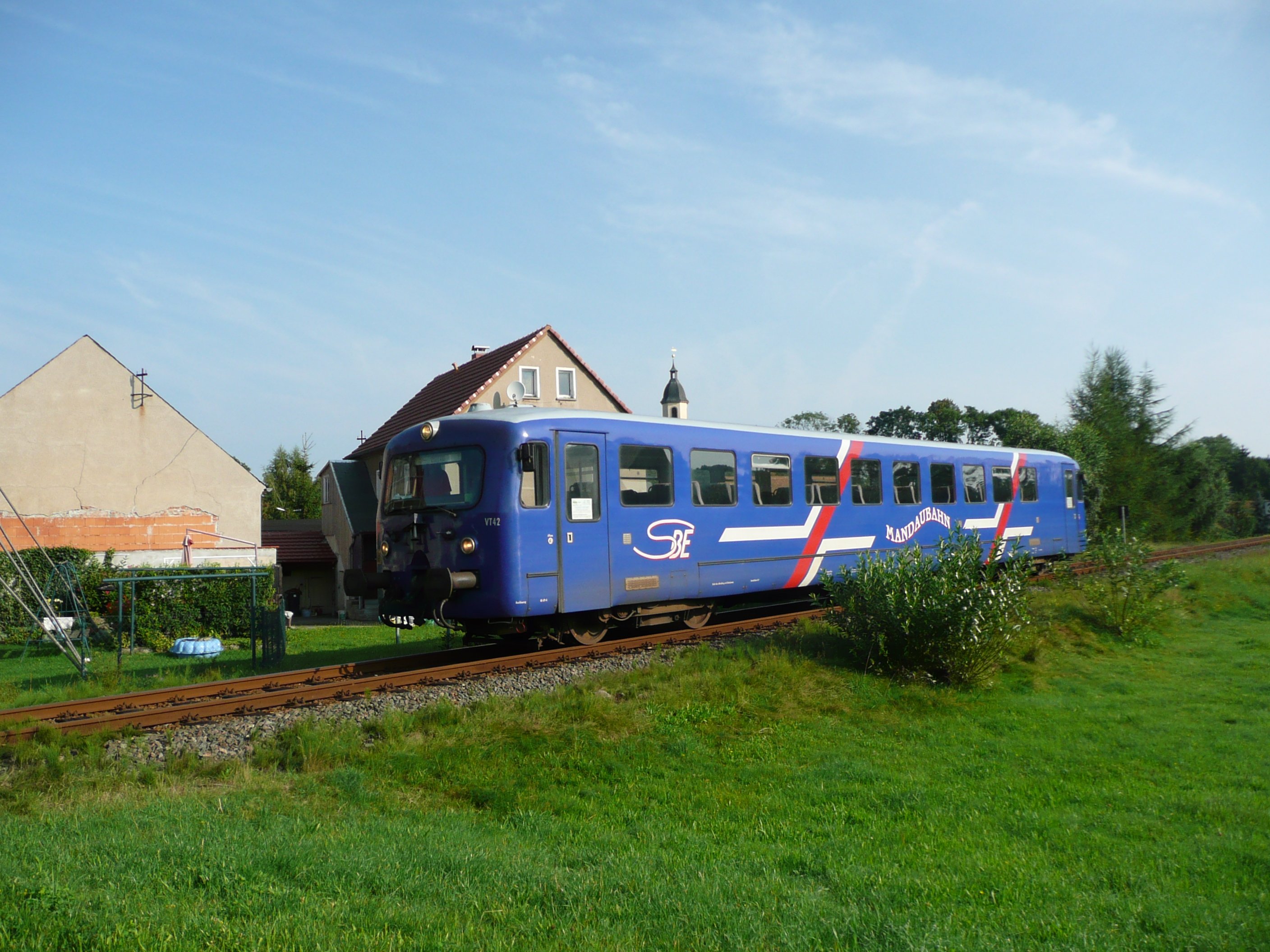
Akumulátorový vůz VT42 SBE v Seifhennersdorfu (2009)

Sächsisch-Böhmische Eisenbahngesellschaft nasazovala do prosince 2010 motorové vozy Uerdingen (VT a VS 98), které byly původně nasazovány na trati Hochwaldbahn v Porýní. Dále byly použity dva akumulátorové vozy řady DB ETA 150, jež byly přestavěny z motorových vozů. Občas byly nasazovány též motorové vozy řady NE 81.
Od prosince 2010 nasazovala Vogtlandbahn motorové jednotky Siemens Desiro Classic doplněné vozy RegioSprinter. Nyní[kdy?] die Länderbahn nasazuje zejména motorové vozy Stadler Regio-Shuttle RS1.